# Grover Mitchell
Grover Mitchell, nacido Grover Curry Mitchell (Whatley (Alabama), 17 de marzo de 1930-Nueva York, 6 de agosto de 2003) fue un trombonista de jazz estadounidense que dirigió la Count Basie Orchestra.

## Biografía
Mitchell nació en Whately, Alabama, pero se mudó con sus padres a Pittsburgh, Pensilvania, cuando tenía ocho años. Tocaba la corneta en la escuela y quería tocar la trompeta. Sin embargo, la banda de la escuela necesitaba un trombonista y los brazos largos de Mitchell se ajustaban a la tarea. Fue miembro de la orquesta de la escuela con Ahmad Jamal y Dakota Staton. A los dieciséis años, tocó con la territory band de King Kolax en Indiana.
En 1951 se unió a los Marines de Estados Unidos y tocó en una banda militar. Después de ser dado de baja en 1953, obtuvo un G.I. Bill para estudiar administración de empresas, pero terminó decantándose por la música y se trasladó a San Francisco, California, donde trabajó con Earl Hines, Lionel Hampton y Duke Ellington. De 1962 a 1970, fue miembro de la Count Basie Orchestra. Pasó la siguiente década trabajando en televisión y cine y compuso la banda sonora para la película sobre la vida de Billie Holiday, Lady Sings The Blues dirigida por Sidney J. Furie. En 1980 volvió a la orquesta de Basie, quien murió cuatro años más tarde. No obstante la orquesta continuó con su nombre y Thad Jones se convirtió en el líder de la misma, seguido después por Frank Foster, y luego Mitchell en 1995. Como director de la banda, Mitchell ganó el premio Grammy al mejor álbum de un gran conjunto de jazz por Live at Manchester Craftsmen's Guild (1996) y Count Plays Duke (1998).
Mitchell murió de cáncer en Nueva York a la edad de 73 años.